# Кордеро, Орасио
Ора́сио Рау́ль Корде́ро Ва́скес (исп. Horacio Raúl Cordero Vásquez; род. 22 мая 1950, Буэнос-Айрес) — аргентинский футболист и футбольный тренер.

## Карьера

### Футболиста
Большую часть игровой карьере Кордеро провел в аргентинских командах «Архентинос Хуниорс» и «Расинг». Помимо родной страны выступал в Колумбии за «Мильонариос». В 1974 году провел один матч за сборную Аргентины.

### Тренера
Свое тренерское имя Орасио Кордеро сделал в Гватемале, где шесть раз становился чемпионом страны. Там он тренировал многие ведущие клубы страны. Наибольших успехов аргентинец добился с «Мунисипалем» — он несколько раз приводил команду к титулу чемпиона. Кроме того, Кордеро дважды вместе с ней доходил до финала Лиги Чемпионов КОНКАКАФ. Помимо клубной работы специалист возглавлял сборные Гватемалы и Коста-Рики.

## Достижения
- Чемпион Гватемалы (6): 1993/94, 2000 (Апертура и Классура), 2001, 2002/2003 (Апертура и Классура), 2008 (Апертура), 2009 (Классура).
- Финалист Лиги Чемпионов КОНКАКАФ (2): 1993, 1995.